# Ljuva (skivserie)
Ljuva var en tematiserad skivserie, med blandade svenska och utländska  artister. Serien utgavs av Sony Music Entertainment 2003 till 2015, som dubbel-CD (utom Ljuva svenska jul, 2004). Skivorna producerades som regel av Lasse Höglund. Han arbetade tidigare med samlingsalbum för Absolute Music och EVA Records, innan han knöts till Sony.

## Albumlista
- 2003  Ljuva 50-tal 1955-1959 - Let The Good Times Roll
- 2003  Ljuva 60-tal 1960-1963 - Let The Good Times Roll
- 2003  Ljuva 60-tal del 2 - 1964-1969 - Let The Good Times Roll
- 2004  Ljuva 70-tal - 1970-1974 - Let The Good Times Roll
- 2004  Ljuva svenska visa - Det bästa från den svenska visskatten
- 2004  Ljuva 50-tal 1950-1959 - Sentimental Journey
- 2004  Ljuva svenska jul
- 2004  Ljuva Rock 'n' Roll 1955-1963 - Let's Have A Party
- 2005  Ljuva 60-tal vol 3 - 1960-1969 - Let The Good Times Roll
- 2005  Ljuva 80-tal 1980 - 1989 - The Only Way Is Up
- 2005  Ljuva Rock 'n' Roll vol 2 1955-1963 - Let's Have A Party
- 2006  Ljuva country legender
- 2006  Ljuva lovsång - Hallelujah Moments
- 2007  Ljuva nostalgi 60-64 - Det bästa från 60-talet
- 2007  Ljuva franska sånger
- 2008  Ljuva nostalgi - Let's Face The Music And Dance
- 2008  Ljuva italienska sånger
- 2009  Ljuva spanska sånger
- 2010  Ljuva danska sånger
- 2011  Ljuva nostalgi - The American Songbook
- 2011  Ljuva nostalgi -The American Songbook Vol.2
- 2012  Ljuva sommardans - 40 solklara danslåtar
- 2013  Ljuva nostalgi - Christmas Memories
- 2015  Ljuva jul - Julens bästa låtar och hymner
- 2015  Ljuva powerballader